# メチルシクロペンタン
メチルシクロペンタン（英: Methylcyclopentane）は、有機化合物である。シクロペンタンの水素原子一つがメチル基に置き換わった構造である。MCPとも略記される。消防法に定める第4類危険物 第1石油類に該当する。

## 利用
重質油に含まれ、異性化脱水素反応によりベンゼンに変換される。ベンゼンの有害性と、MCPが一定以上のオクタン価を有することから、超酸性触媒のタングステンジルコニアを用いてベンゼンをMCPに変換した低ベンゼンガソリンも製造されている。